# Шмитт, Георг Алоис
Георг Алоис Шмитт (нем. Georg Aloys Schmitt; 2 февраля 1827, Ганновер — 15 октября 1902, Дрезден) — немецкий пианист, композитор и музыковед. Сын Алоиса Шмитта, брат Карла Густава Шмитта.

## Биография
Учился у своего отца, затем, по его выбору, у Георга Якоба Фольвейлера. Работал в различных германских городах как пианист и дирижёр, в завершение карьеры поселился в Дрездене, где в 1893 году основал Моцартовское общество.
Написал несколько опер, в том числе двухактную комическую оперу «Трильби» (1845, либретто Эжена Скриба по мотивам Шарля Нодье), сочинения для оркестра, камерную музыку, песни. Наиболее известен, однако, работой над произведениями Моцарта: Шмитт, в частности, закончил незавершённую моцартовскую Мессу до минор KV 427 (вместе с Эрнстом Левицким) и переложил Фантазию фа минор KV 608 (написанную первоначально для механического органа) для органа и струнных.